# A Year and a Half in the Life of Metallica
A Year and a Half in the Life of Metallica (англ. Півтора року з життя Metallica) — документальний фільм американського рок-гурту Metallica, що вийшов 1992 року.

## Про фільм
Документальний фільм «Півтора року з життя Metallica» вийшов 17 листопада 1992 та описував життя гурту до та після виходу «Чорного альбому» (1991). Режисером фільму став Адам Дубін, відомий співпрацею з хіп-хоп гуртом Beastie Boys.
Фільм складається з двох частин. В першій показано, як гурт працював в студії та записував платівку, яка невдовзі стане мультиплатиновою. В другій зображено події спільного концертного турне Metallica разом з Guns'N'Roses.
На думку Грегорі Хіні (AllMusic), «цей документальний фільм рекомендовано завзятим фанатам Metallica, які хочуть повернутися в минуле та побачити момент, коли все вибухнуло для однієї з найуспішніших металевих груп усіх часів».

## Зміст
| Перша частина | Перша частина | Перша частина |
| #             | Назва | Тривалість    |
| ------------- | --- | ------------- |
| 1.            | «Вступні титри • «Чорний альбом» • Enter Soundmen • Барабанні треки Ларса • Написання пісень • Запис із гуртом»                                               |               |
| 2.            | «The Unforgiven» (відеокліп) |               |
| 3.            | «Вокал Джеймса • Хрустке звучання гітарного бога • Редагування барабанів Ларса • Бас Джейсона • Гітарне божевілля Кірка • Ще більше потужного вокалу Джеймса» |               |
| 4.            | «Nothing Else Matters» (відеокліп) |               |
| 5.            | «Оформлення «Чорного альбому» • Зведення • Мастеринг • Вечірка прослуховування альбому • Виробництво • Створення відео «Sandman»»                             |               |
| 6.            | «Enter Sandman» (відеокліп) |               |
| 7.            | «Альбом Metallica готовий! • Репетиція Metallica • Кінцеві титри»                                                                                             |               |

| Друга частина | Друга частина | Друга частина |
| #             | Назва | Тривалість    |
| ------------- | --- | ------------- |
| 1.            | «Вступні тури • Вирушаємо в тур! • «Зміїна яма» • За лаштунками: перед концертом» |               |
| 2.            | «Sad But True» (відеокліп) |               |
| 3.            | «За лаштунками: після концерту • Прокидатися наступного ранку • Гурт, що подорожує» |               |
| 4.            | «For Whom The Bell Tolls» (наживо) |               |
| 5.            | «Металлілітак • Промо на радіо • Зустріч з фанатами» |               |
| 6.            | «Enter Sandman» (наживо) |               |
| 7.            | «Нагорода за музичне відео • Дайте мені «Греммі» • Ще з фанатами» |               |
| 8.            | «Harvester Of Sorrow» (наживо) |               |
| 9.            | «Досі подорожуємо Металлілітаком • Дайвінг Ларса • Джеймс полює на качок • Кірк в гітарному магазині • День народження Джейсона»                                                                      |               |
| 10.           | «Sad But True» (наживо) |               |
| 11.           | «Англія • Репетиція з Queen • Metallica грає заради благої справи» |               |
| 12.           | «Enter Sandman» (наживо) |               |
| 13.           | «Джеймс джемує з Queen • За лаштунками: Metallica зустрічає Spinal Tap • Турне Metallica та Guns'N'Roses • За лаштунками та на сцені • Інцидент з Гетфілдом • Бунт в Монреалі • Гетфілд повертається» |               |
| 14.           | «Nothing Else Matters» (наживо) |               |
| 15.           | «Заключні думки Metallica» |               |
| 16.           | «Wherever I May Roam» (відеокліп) |               |
| 17.           | «Кінцеві титри» |               |